# Neacomys marci
Neacomys marci — вид мишоподібних гризунів родини хом'якових (Cricetidae). Описаний у 2023 році.

## Назва
Вид названо на честь Марка Хугеслага з Амстердама (Нідерланди). Він був співзасновником і керівником інноваційного Фонду придбання землі Міжнародного союзу охорони природи (Нідерланди), який допомагає місцевим групам у всьому світі створювати нові екологічні заповідники та зберігати види, що знаходяться під загрозою зникнення. Заповідник Manduriacu Fundacion EcoMinga, середовище проживання цього виду, є одним із багатьох заповідників, які скористалися програмою Марка.

## Поширення
Ендемік Еквадору.

## Опис
Тіло завдовжки 65–85 мм, хвіст довгий (на 69–126 % довший за довжину голови та тіла). Хутро на животі блідо-коричневого кольору, на спині сірого кольору. Горло біле.